# ماهینا پل
ماهینا پل (انگلیسی: Mahina Paul؛ زادهٔ ۱۹ آوریل ۲۰۰۱) بازیکن راگبی ۷ نفره اهل نیوزیلند است.
وی در مسابقات کشوری و بین‌المللی در مجموع برندهٔ ۱ مدال طلا شده است.